# Grande Prêmio da Alemanha de 1981
Resultados do Grande Prêmio da Alemanha de Fórmula 1 realizado em Hockenheim em 2 de agosto de 1981. Foi a décima etapa da temporada e teve como vencedor brasileiro Nelson Piquet.

## Resumo
Primeira pole position de Alain Prost.

## Classificação da prova
| Pos. | Nº | Piloto             | Construtor      | Voltas | Tempo/Diferença          | Grid | Pontos |
| ---- | -- | ------------------ | --------------- | ------ | ------------------------ | ---- | ------ |
| 1    | 5  | Nelson Piquet      | Brabham-Ford    | 45     | 1:25:55.60               | 6    | 9      |
| 2    | 15 | Alain Prost        | Renault         | 45     | + 11.52                  | 1    | 6      |
| 3    | 26 | Jacques Laffite    | Ligier-Matra    | 45     | + 1:04.60                | 7    | 4      |
| 4    | 6  | Hector Rebaque     | Brabham-Ford    | 45     | + 1:39.69                | 16   | 3      |
| 5    | 3  | Eddie Cheever      | Tyrrell-Ford    | 45     | + 1:50.52                | 18   | 2      |
| 6    | 7  | John Watson        | McLaren-Ford    | 44     | + 1 volta                | 9    | 1      |
| 7    | 11 | Elio de Angelis    | Lotus-Ford      | 44     | + 1 volta                | 14   |        |
| 8    | 32 | Jean-Pierre Jarier | Osella-Ford     | 44     | + 1 volta                | 17   |        |
| 9    | 22 | Mario Andretti     | Alfa Romeo      | 44     | + 1 volta                | 12   |        |
| 10   | 27 | Gilles Villeneuve  | Ferrari         | 44     | + 1 volta                | 8    |        |
| 11   | 1  | Alan Jones         | Williams-Ford   | 44     | + 1 volta                | 4    |        |
| 12   | 30 | Siegfried Stohr    | Arrows-Ford     | 44     | + 1 volta                | 24   |        |
| 13   | 16 | René Arnoux        | Renault         | 44     | + 1 volta                | 2    |        |
| 14   | 33 | Marc Surer         | Theodore-Ford   | 43     | Suspensão                | 22   |        |
| 15   | 23 | Bruno Giacomelli   | Alfa Romeo      | 43     | + 2 voltas               | 19   |        |
| NC   | 14 | Eliseo Salazar     | Ensign-Ford     | 39     | Não classificado         | 23   |        |
| Ret  | 9  | Slim Borgudd       | ATS-Ford        | 35     | Motor                    | 20   |        |
| Ret  | 2  | Carlos Reutemann   | Williams-Ford   | 27     | Motor                    | 3    |        |
| Ret  | 29 | Riccardo Patrese   | Arrows-Ford     | 27     | Motor                    | 13   |        |
| Ret  | 25 | Patrick Tambay     | Ligier-Matra    | 27     | Transmissão              | 11   |        |
| Ret  | 17 | Derek Daly         | March-Ford      | 15     | Suspensão                | 21   |        |
| Ret  | 12 | Nigel Mansell      | Lotus-Ford      | 12     | Vazamento de combustível | 15   |        |
| Ret  | 8  | Andrea de Cesaris  | McLaren-Ford    | 4      | Colisão                  | 10   |        |
| Ret  | 28 | Didier Pironi      | Ferrari         | 1      | Pane elétrica            | 5    |        |
| DNQ  | 20 | Keke Rosberg       | Fittipaldi-Ford |        |                          |      |        |
| DNQ  | 35 | Brian Henton       | Toleman-Ford    |        |                          |      |        |
| DNQ  | 31 | Beppe Gabbiani     | Osella-Ford     |        |                          |      |        |
| DNQ  | 36 | Derek Warwick      | Toleman-Hart    |        |                          |      |        |
| DNQ  | 4  | Michele Alboreto   | Tyrrell-Ford    |        |                          |      |        |
| DNQ  | 21 | Chico Serra        | Fittipaldi-Ford |        |                          |      |        |

## Tabela do campeonato após a corrida
| Pos. | Piloto            | Pontos |
| ---- | ----------------- | ------ |
| 1    | Carlos Reutemann  | 43     |
| 2    | Nelson Piquet     | 35     |
| 3    | Jacques Laffite   | 25     |
| 4    | Alan Jones        | 24     |
| 5    | Gilles Villeneuve | 21     |

| Pos. | Equipe        | Pontos |
| ---- | ------------- | ------ |
| 1    | Williams-Ford | 67     |
| 2    | Brabham-Ford  | 43     |
| 3    | Ferrari       | 28     |
| 4    | Ligier-Matra  | 25     |
| 5    | Renault       | 24     |

- Nota: Somente as primeiras cinco posições estão listadas. Entre 1981 e 1990 cada piloto podia computar onze resultados válidos por temporada não havendo descartes no mundial de construtores.